# Bepi Romagnoni
Bepi Romagnoni (Milano, 21 novembre 1930 – Villasimius, 19 luglio 1964) è stato un pittore italiano, esponente del movimento pittorico del realismo esistenziale.

## Biografia
Bepi Romagnoni iniziò gli studi di pittura all'inizio degli anni cinquanta iscrivendosi alla scuola serale dell'Accademia di Brera. Qui incontrò per la prima volta alcuni dei pittori del cosiddetto Realismo esistenziale come Mino Ceretti,
Giuseppe Guerreschi, Giuseppe Martinelli e Tino Vaglieri, che si ispiravano alla filosofia di Kierkegaard,
di Camus, di Sartre, autori che avevano attratto l'interesse di Romagnoni negli anni della prima giovinezza. La prima personale di Romagnoni fu alla Galleria Schettini di Milano. Dal 1957 al 1960 si avvicina all'arte informale.
Nel 1963 una sua opera venne esposta alla mostra Contemporary Italian Paintings, allestita in alcune città australiane.
L'anno successivo morì prematuramente a causa di un incidente di pesca subacquea a Capo Carbonara.

## Bepi Romagnoni nei musei
- Casa museo Remo Brindisi, Comacchio
- Galleria civica d’arte contemporanea di Suzzara, Mantova
- Galleria d'arte moderna Achille Forti, Verona
- Fondazione Biscozzi Rimbaud, Lecce
- Museo arte Gallarate, (MAGA), Gallarate
- Museo del Novecento, Milano